# Târgu Secuiesc
Târgu Secuiesc (pronunciació en romanès: [ˌTɨrɡu sekuˈjesk]; en hongarès: Kézdivásárhely Hungarian pronunciation: [ˈKeːzdivaːʃaːrhɛj] (en alemany: Szekler Neumarkt; en llatí: Neoforum Siculorum) és una ciutat del comtat de Covasna, Transsilvània (Romania). Administra un poble, Lunga (Nyujtód).

## Història
La ciutat es va esmentar per primera vegada el 1407 com a Torjawasara, que significa en hongarès "Mercat de Torja". (Torja és el nom d'un rierol proper i també és el nom hongarès del poble proper Turia). Originalment, el nom hongarès Kézdivásárhely també s'utilitzava en romanès en la forma Chezdi-Oșorheiu, però es va canviar per Tîrgu Secuiesc (ara s'escriu Târgu Secuiesc) després de l'adhesió a Romania el 1920 en virtut del tractat de Trianon.
El nom nadiu hongarès significa "Mercat de Kézdi", sent Kézdi el nom d'una "seu" de Székely, una unitat administrativa històrica. La seva condició de ciutat de mercat es remunta a l'edat mitjana. La ciutat va ser presa per Hongria durant la Segona Guerra Mundial, després del Segon Arbitratge de Viena d'agost de 1940. A la dècada de 1880 es va crear una petita comunitat jueva; en va ser 66 el 1920. El maig de 1944, les autoritats hongareses van enviar els seus membres al gueto de Sfântu Gheorghe i els van deportar al camp de concentració d'Auschwitz el mes següent. La sobirania es va restablir a Romania després de la guerra.

## Demografia
Segons el cens del 2011, la ciutat tenia 18.491 habitants. Dels residents per als quals es disposava de dades, el 91,1% eren hongaresos de Székely, el 7,2% de romanesos i l'1,6% de gitanos. L'evolució demogràfica històrica és la següent:
Canvi demogràfic segons dades del cens:

## Fills il·lustres
- Tiberiu Ghioane

## Galeria

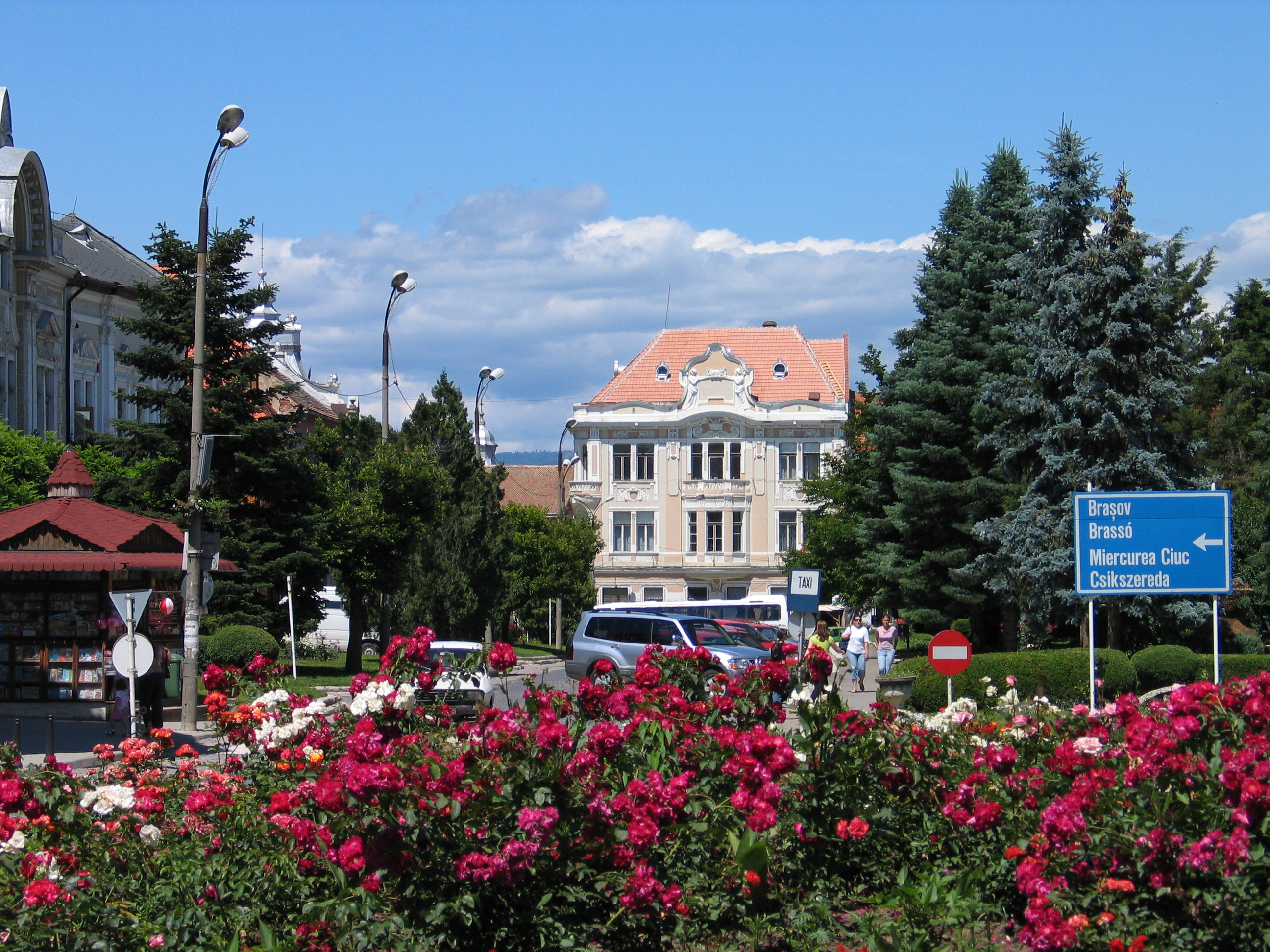
Centre de la ciutat
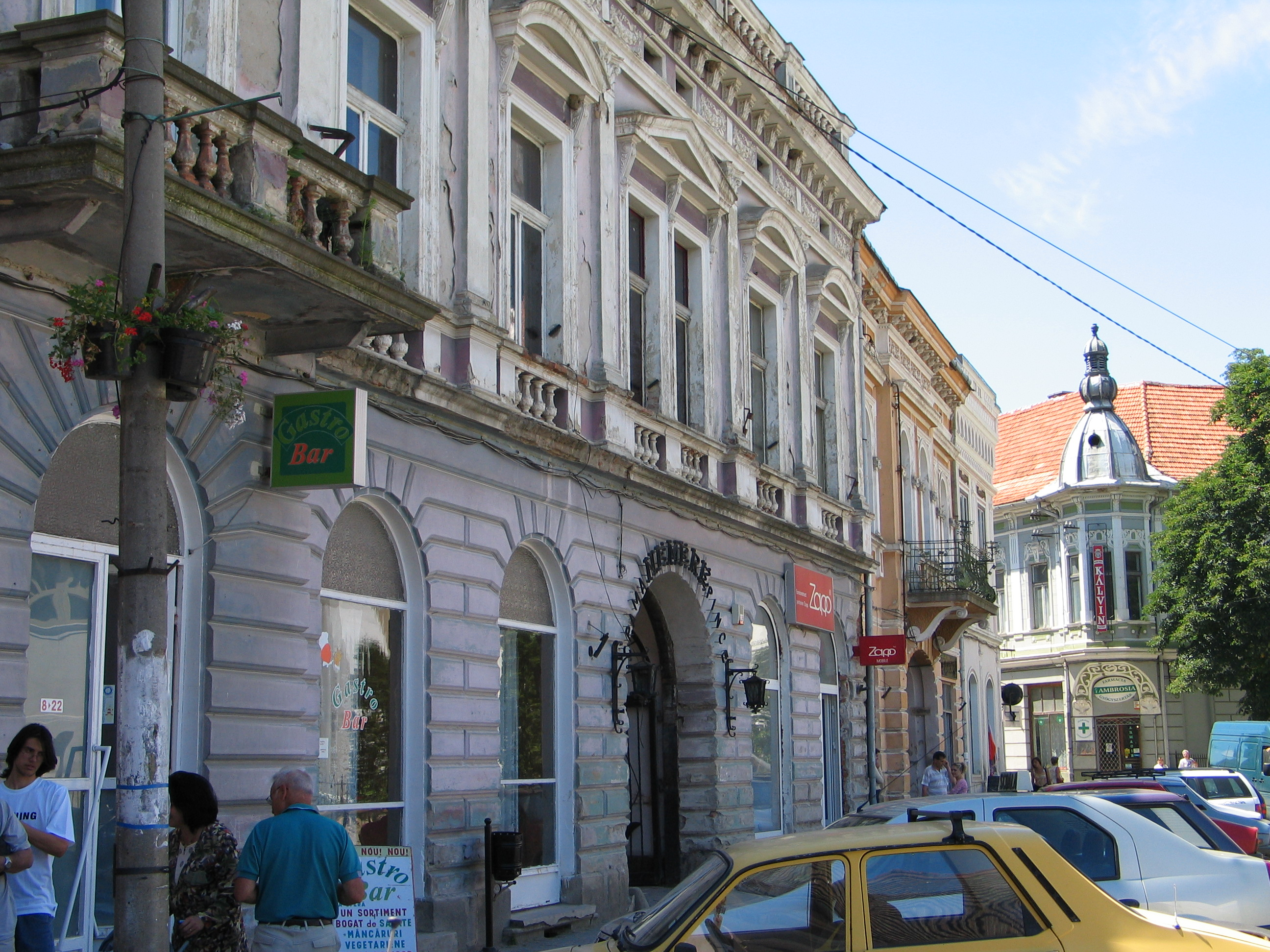
Centre de la ciutat
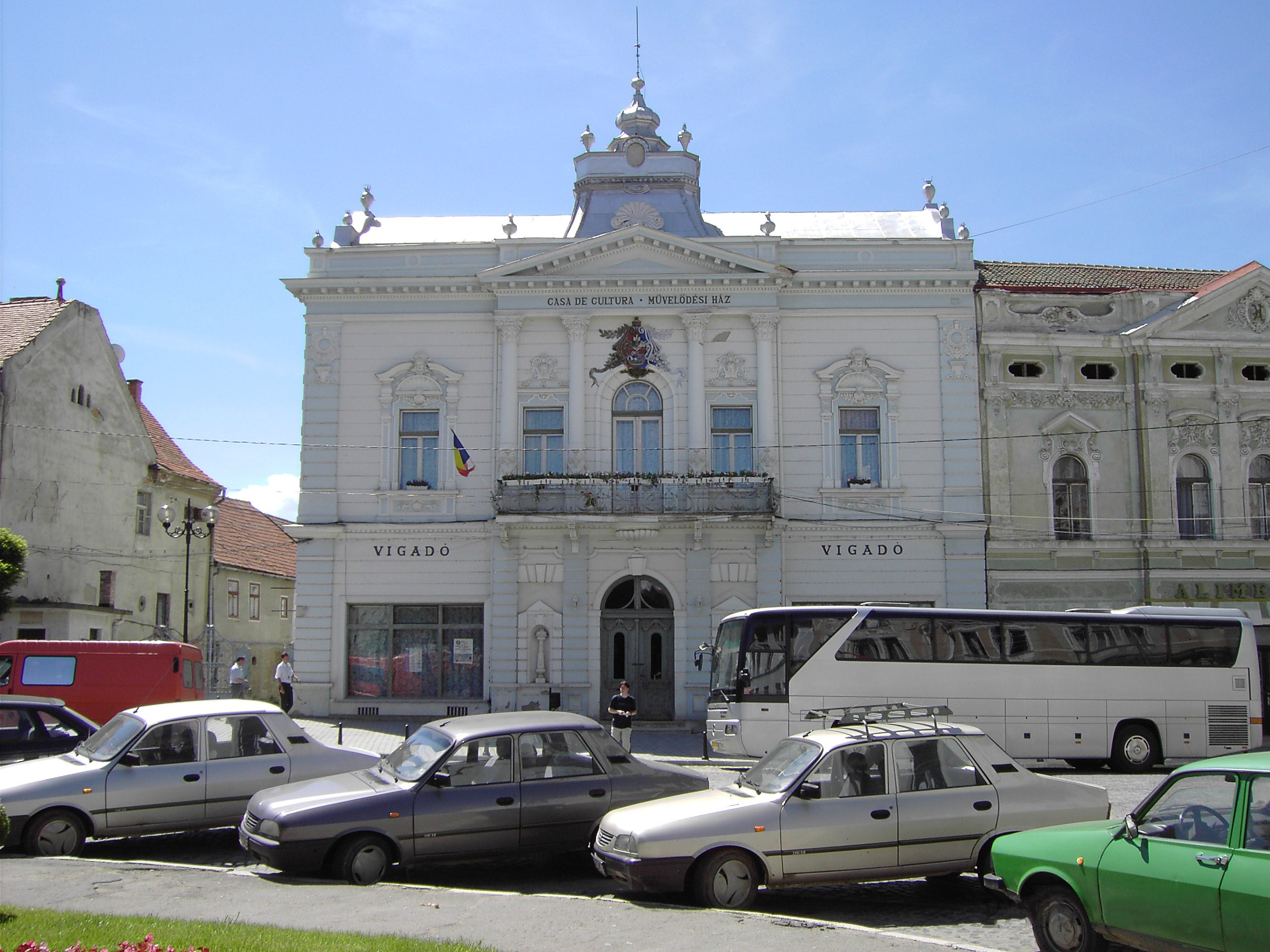
Centre Cultural
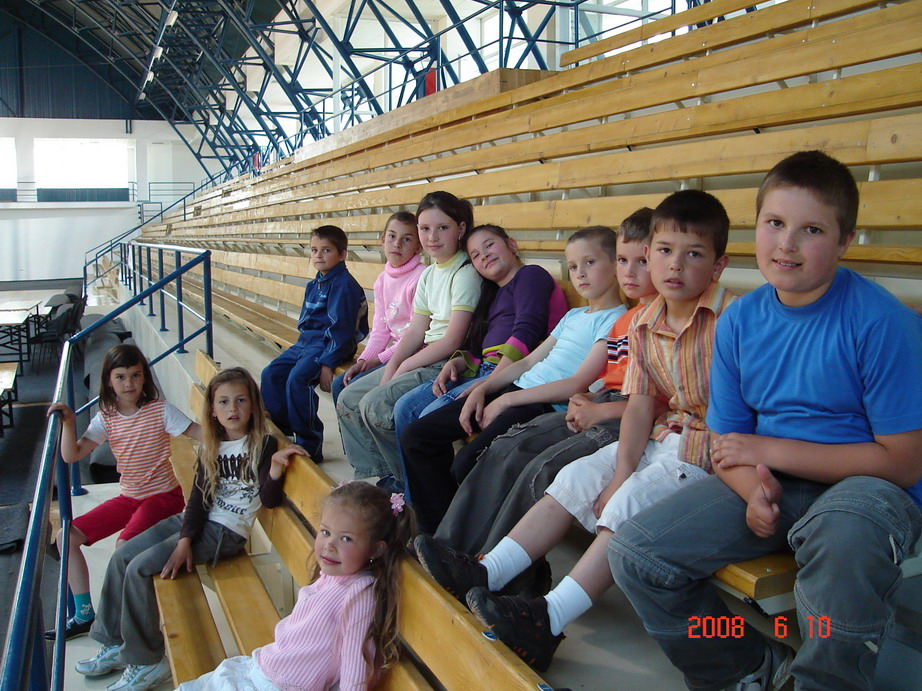
Nens a la Sala Polivalenta Sporting Hall
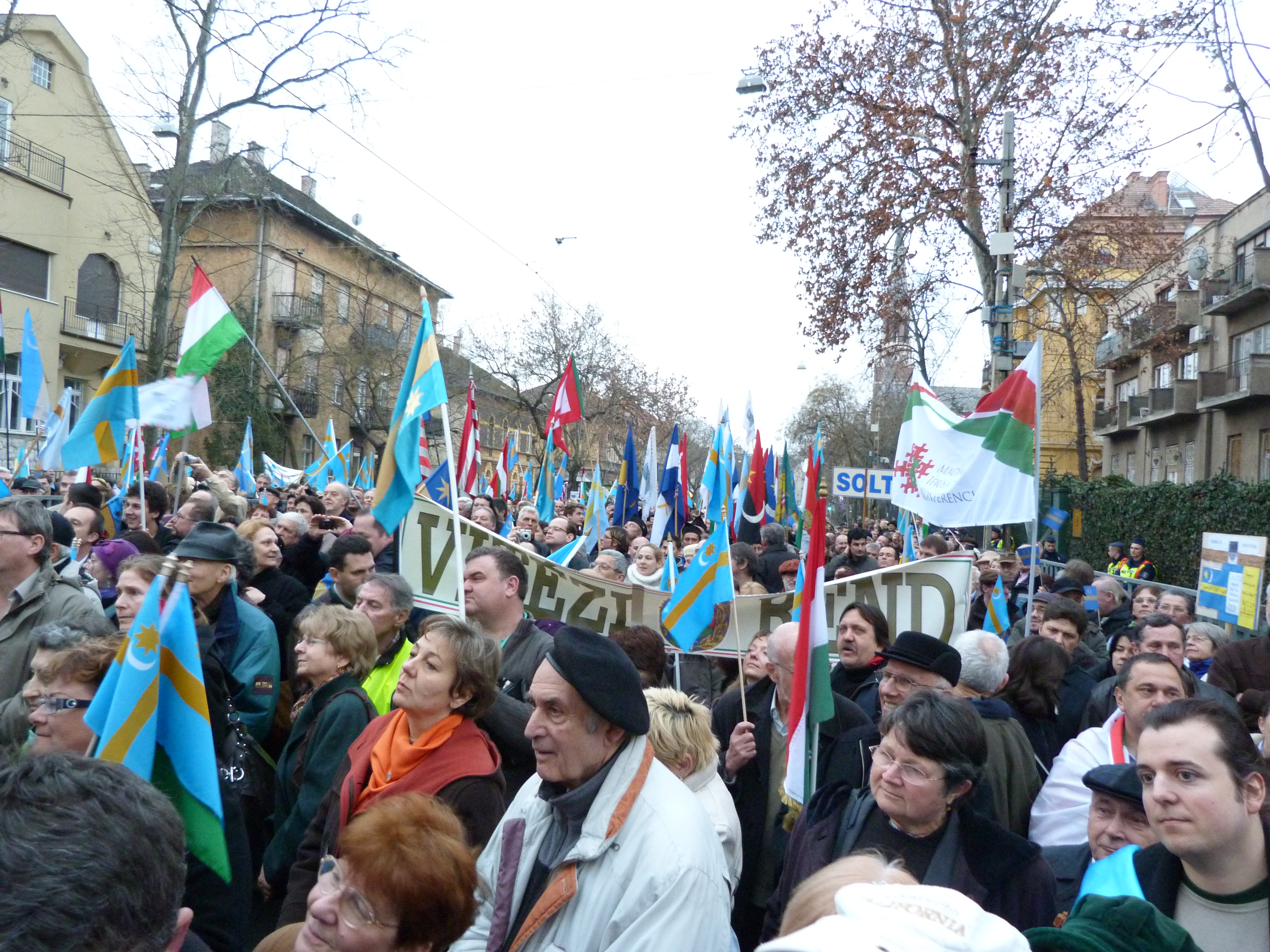
Celebració del Dia de la Llibertat Székely